# فهرست آنتی‌بیوتیک‌های بتا-لاکتام
فهرست زیرشامل آنتی‌بیوتیک‌های بتا-لاکتام است. چه آنتی‌بیوتیک‌هایی که در درمان استفاده می‌شوند و چه آنان که استفادهٔ درمانی ندارند.

## پنام‌ها

### طیف محدود

#### حساس به بتالاکتاماز
- Benzathine penicillin (بنزاتین و بنزاپنی‌سیلین)
- بنزیل پنی‌سیلین (penicillin G)
- فنوکسی‌متیل‌پنی‌سیلین (penicillin V)
- پروکائین بنزیل‌پنی‌سیلین (پروکائین & benzylpenicillin)

#### مقاوم به بتالاکتاماز
- کلوگزاسیلین
- دی‌کلوگزاسیلین
- فلوکلوگزاسیلین
- متی‌سیلین
- نافسیلین
- اگزاسیلین
- تموسیلین

### طیف گسترده
- آموکسی سیلین
- آمپی‌سیلین

#### کاربنی سیلین‌ها
- کاربنی سیلین
- تیکارسیلین

#### یوریدو پنی سیلین‌ها
- آزلوسیلین
- مزلوسیلین
- پیپراسیلین

## سفم‌ها

### نسل نخست (طیف میانه)
- سفازولین
- سفالکسین
- سفالوسپورین سی
- سفالوتین

### نسل دوم (طیف میانه)

#### با فعالین ضد هموفیلوس
- سفاکلور
- سفاماندول
- سفوروکسیم

#### با فعالیت ضد بی هوازی
- سفوتتان
- سفوکسیتین

### نسل سوم (طیف گسترده}
- سفیکسیم
- سفوتاکسیم
- سفپودوکسیم
- سفتازیدیم
- سفتریاکسون

### نسل چهارم (طیف گسترده)
- سفپیم
- سفپیروم

### نسل پنجم (طیف گسترده)
- سفتارولین فوسامیل

## کارباپنم‌ها و پنم‌ها
- بیاپنم
- دوری‌پنم
- ارتاپنم
- فاروپنم
- ایمی‌پنم
- مروپنم
- پانی‌پنم
- Razupenem
- تبی‌پنم
- تینامیسین

## مونوباکتام‌ها
- آزترئونام
- تیگمونام
- نوکاردیسین ای
- تابتوکینین بتا لاکتام (does not inhibit پروتئین‌های متصل‌شونده به پنی‌سیلین)

## مهارکننده‌های بتالاکتاماز
- کلاوولانیک اسید
- تازوباکتام
- سولباکتام
- آویباکتام